# Ingvald Eidsheim
Ingvald Olsen Eidsheim (geboren 27 november 1909 in Hosanger - overleden 23 februari 2000) was een Noors zeeman en oorlogsheld. Hij behoorde tot de zogenaamde Shetlandsgjengen (ook wel de Shetland Bus) als kapitein op de KNM «Hitra». Tijdens de oorlog maakte hij 45 tochten naar het bezette Noorwegen. Na de oorlog werd hij geëerd voor zijn inzet met het Noorse Krigskorset med sverd, het Britse Distinguished Service Order en Distinguished Service Cross, en de Amerikaanse Vrijheidsmedaille.
Na een aantal jaren na de oorlog in de burgermaatschappij deed Eidsheim vanaf 1948 weer dienst bij de marine, onder andere als chef / hoofd van het koninklijke schip Norge. Vanaf 1950 deed Eidsheim dienst bij het Noorse ministerie van defensie, als hoofd van de afdeling binnenlandse strijdkrachten. Na zijn pensionering werkte Eidsheim aan de restauratie van zijn 'oude' schip, KNM Hitra.

## Referentie
1. ↑  «Brits eerbetoon aan Noorse en Zweedse staatsburgers voor verdiensten tijdens de oorlog», Verdens Gang, 21. juli 1948.

- Dit artikel of een eerdere versie ervan is een (gedeeltelijke) vertaling van het artikel Ingvald Eidsheim op de Noorstalige Wikipedia, dat onder de licentie Creative Commons Naamsvermelding/Gelijk delen valt. Zie de bewerkingsgeschiedenis aldaar.